# Parr Katalin angol királyné
Parr Katalin (angolul Katherine vagy Catherine Parr, 1512 körül – 1548. szeptember 5.) angol királyné 1543. július 12. és 1547. január 28. között; VIII. Henrik hatodik, utolsó felesége. Henrik a harmadik férje volt, összesen négyszer ment férjhez, ezzel a legtöbbször házasodott angol királyné, aki a legtöbbször házasodott angol király felesége volt.

## Neveltetése és első házasságai
Északnyugat-Angliában született, a westmorlandi Kendal Castle-ban, ahol ősei a XIV. század óta éltek. Apja Sir Thomas Parr a northamptonshire-i Horton House-ból, III. Eduárd király leszármazottja. Anyja Maud Green (1492. április 6. – 1531. december 1.), a northamptonshire-i, Greens Norton-i Sir Thomas Green leánya. Katherine öccse William Parr, Northampton 1. márkija, húga Anne Parr, később Lady Herbert. Sir Thomas Northamptonshire seriffje volt, királyi számvevő, Lady Parr pedig Henrik első feleségének, Aragóniai Katalinnak udvarában szolgált, és leányát is róla nevezte el. Henrik utolsó királynéja az elsőről kapta a nevét.
Katherine Parr 1529-ben, körülbelül tizenhét évesen feleségül ment Edward Borough-hoz, Gainsborough második bárójához. (Egyes korabeli források szerint az ifjú férj ideggyengeségben szenvedett, ami tulajdonképpen az elmebaj egyik válfaja lehetett.) Edward 1532 tavaszán meghalt, és az asszony újra férjhez ment, ezúttal John Neville-hez, az észak-yorkshire-i Latimer 3. bárójához. Ahogyan első férje, a második is jóval idősebb volt nála. Egyik házasságából sem született gyermeke. 1532-ben egy zarándoklat alatt Katherine-t és két mostohagyermekét északi lázadók túszul ejtették. John Neville 1543-ban elhunyt.
Katherine a király idősebbik, Aragóniai Katalintól született leánya, Mary udvartartásában szolgált, amikor a király felfigyelt rá. Katherine ekkoriban gazdag özvegyasszony volt és viszonyt folytatott Thomas Seymour báróval, aki Henrik harmadik feleségének, Jane Seymournak volt a testvére. Mikor azonban a király érdeklődni kezdett iránta, Katherine köteles volt őt választani Thomas helyett, aki ravaszul kitervelte, hogy Henrik halála után nőül veszi az özvegy királynét, kinek révén tetemes föld- és egyéb vagyon birtokába juthat majd. A király csalódott előző, nagyon fiatal, léha feleségében, Katherine Howardban, aki megcsalta, ezért választott egy komoly, érett özvegyasszonyt következő hitvesének, akiről már biztosan tudhatta, hogy úgysem lesz hűtlen hozzá.

## Királynéként
A király 1543. július 12-én vette feleségül, Hampton Courtban. Ő volt az első angol királyné, aki Írország királynéja is lett, Henrik ugyanis ekkor vette fel az Írország királya címet (a korábbi Írország ura helyett). Királynéként Katalin sokat tett azért, hogy kibékítse Henriket első két házasságából származó leányaival, Maryvel és Elizabethtel (a későbbi I. Mária és I. Erzsébet királynőkkel). Jó kapcsolatot alakított ki Edward herceggel, a későbbi VI. Edward királlyal is. Udvari kamarása a nagybátyja, Horton bárója lett. Állítólag az újdonsült királyné műveltség és kifinomultság terén sokban hasonlított szerencsétlen sorsú elődeihez, Aragóniai Katalinhoz és Boleyn Annához, akik a spanyol, illetve a francia királyi udvarban tanulhattak rengeteg olyan dolgot, melyek elsajátítása azokban az időkben kizárólag a férfiak, azon belül a főnemesek kiváltsága volt.
1544 júliusa és szeptembere között Katalin három hónapig régensként szolgált, míg Henrik utolsó, sikertelen francia hadjáratán volt. Mivel régenstanácsába a nagybátyja is bekerült, és mivel két másik tanácsadó, Thomas Cranmer és Edward Seymour is szimpatizált vele, Katalin úgy irányította az ország ügyeit, ahogyan jónak látta. Felügyelte Henrik francia hadjáratának ellátmányát, finanszírozását és csapatszemléit, aláírt öt királyi proklamációt, és folyamatos kapcsolatot tartott fenn az északi grófságokat irányító shrewsburyi gróffal a labilis skót helyzet közepette. Régensként tett cselekedetei, ereje és méltósága valószínűleg nagyban befolyásolták mostohalányát, I. Erzsébetet, aki Anglia első nagy hatalmú női uralkodója volt.
Vallási nézetei összetettek, pontos megállapításukat a dokumentumok hiányos volta is gátolja. Biztos, hogy római katolikusként nevelkedett, mert még a protestáns reformáció előtt született, később azonban szimpatizálni kezdett az új hittel. Feltételezték, hogy az 1540-es évek közepétől a szó mai értelmében vett protestáns lehetett. Abban bizonyosak vagyunk, hogy Henrik halála után már szilárdan protestáns nézeteket vallott, ugyanis 1547 végén megjelent második könyvéből – Lamentations of a Synner, Egy bűnös elmélkedései – ez nyilvánvaló. Ebben a könyvében azt a protestáns nézetet vallja, hogy a megváltás lehetséges egyedül a hit által, amit a katolikus egyház elvet és eretnekségnek tart. Nem valószínű, hogy ezek a nézetei a Henrik halála és a könyv megjelenése közti rövid időben alakultak volna ki. Az, hogy szimpatizált Anne Askew-val, a protestáns mártírral, aki hevesen szembeszegült a transzszubsztanciáció katolikus doktrínájával, szintén azt mutatja, az új hitet követte.
Függetlenül attól, formálisan is áttért-e – ami nem valószínű –, a királyné épp eléggé követte a reformokat ahhoz, hogy gyanakvással szemléljék az olyan katolikusok és reformációellenesek, mint például Stephen Gardiner püspök és Thomas Wriothesley kancellár, akik 1546-ban megpróbálták ellene fordítani a királyt. Letartóztatási parancs készült Katalin ellen, és egész Európában azt beszélték, hogy a király a királyné közeli barátjához, Catherine Willoughbyhoz, Suffolk hercegnéjéhez vonzódik. Katalin azonban elkerülte a letartóztatást azzal, hogy megesküdött rá, csak azért vitázott a királlyal vallásról, hogy elterelje figyelmét a lábán lévő kelés okozta fájdalomról.

## Utolsó házassága, gyermeke és halála

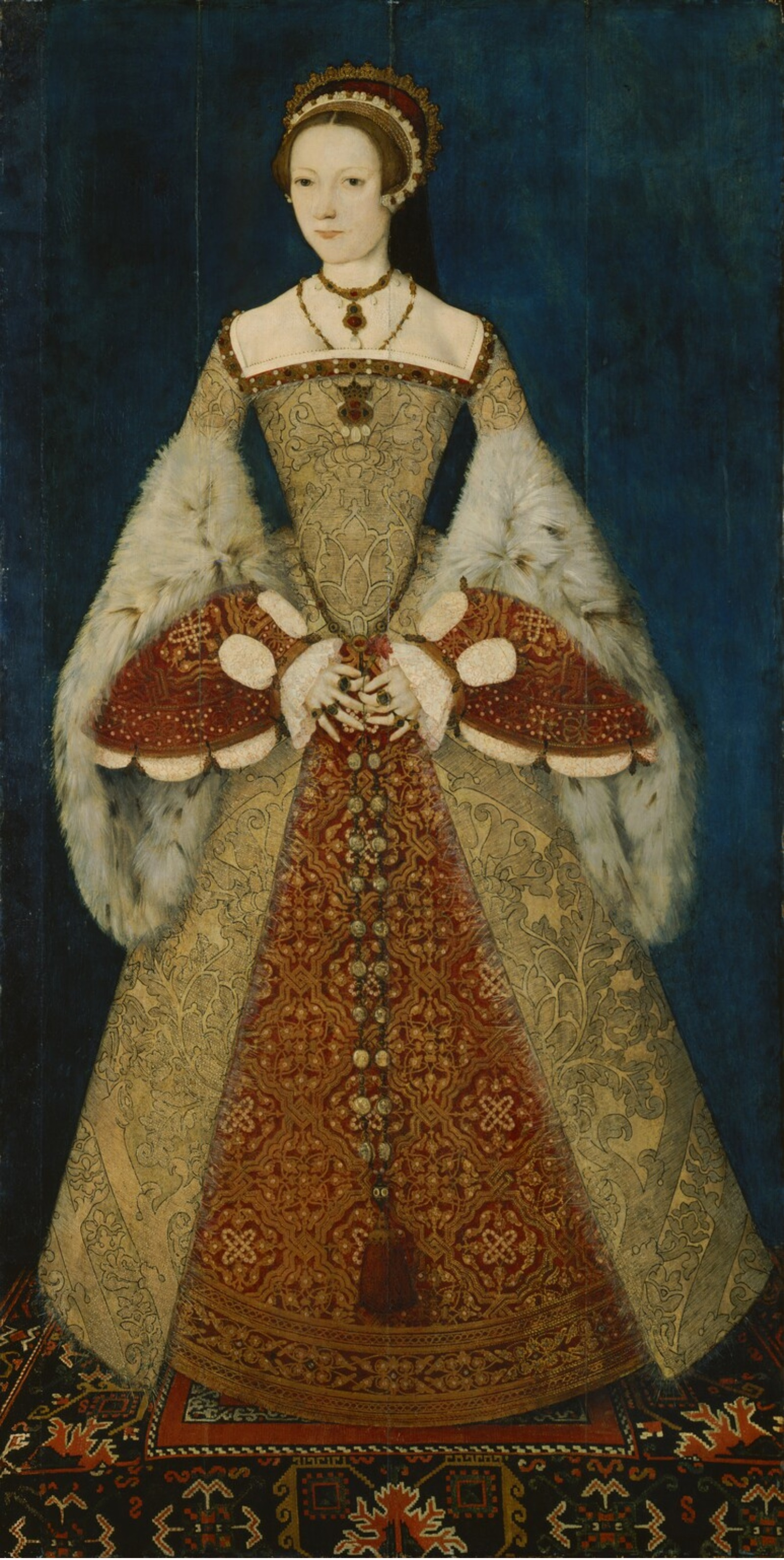
Katherine Parr képe, korábban Lady Jane Grey képmásának tartották

Miután Henrik 1547. január 18-án meghalt, Katalin hozzámehetett régi szerelméhez, Thomas Seymourhoz. Tőle esett először teherbe, ami meglepte, mert első három házasságából nem született gyermeke. Ebben az időben viszály bontakozott ki közte és sógornője, Anne Stanhope között, aki Thomas fivérének, Edward somerseti hercegnek volt a felesége. Anne azt állította, hogy Katalin ékszerei a mindenkori angol királyné tulajdonát képezik, és mivel Katalin nem királyné többé, nincs joga hozzájuk; inkább neki lenne joga hozzá, mint a Lord Protector feleségének (mivel az új királynak még nem volt felesége). Végül Anne győzött, és ezzel kapcsolata Katalinnal végleg megromlott, ahogy a két Seymour fivéré is, Thomas ugyanis úgy érezte, Edward az ő társadalmi helyzetét támadja. Mindez hatással volt Katalin házasságára is. A törvény szerint Katalin volt a legmagasabb rangú hölgy a birodalomban, Anne pedig csak a két hercegnő, Mary és Elizabeth után következett, valamint megelőzte Klevei Anna, a király negyedik, elvált felesége, aki hercegnői rangot kapott Henriktől.
Seymour érdeklődni kezdett a háztartásukban élő tizenéves Erzsébet hercegnő iránt. Feltételezések szerint mielőtt elvette Katalint, úgy tervezte, feleségül veszi a hercegnőt. Katalin állítólag egy alkalommal ölelkezve találta őket, ezután májusban elküldte mostohalányát és nem találkoztak többé.
Katalin egyetlen gyermeke, Mary Seymour 1548. augusztus 30-án született, az anya hat nappal később, szeptember 5-én meghalt gyermekágyi lázban. Ebben halt meg Henrik harmadik felesége, Thomas testvére, Jane Seymour is. A korabeli higiénés szokásoknak köszönhetően gyakori volt a gyermekágyi halál. Thomas Seymourt alig egy évvel később árulásért lefejezték, Maryt pedig Katalin közeli barátja, Catherine Willoughby özvegy suffolki hercegné vette magához. Másfél év múlva a parlament visszaadta Marynek az örökségét. A kislányt második születésnapjakor említik utoljára, a legtöbb történész úgy tartja, gyermekkorában meghalt.

## Maradványai
1782-ben John Locust fedezte fel Parr Katalin maradványait Sudeley Castle kápolnájának romjai közt. Felnyitotta a koporsót és a testet meglepően jó állapotban találta, 234 év után is; feljegyezték, hogy egyik karján még fehér volt a hús. Locust, miután levágott pár fürtöt a királyné hajából, visszazárta a koporsót és visszatette sírjába.
Az elkövetkezendő tíz évben még többször felnyitották a koporsót, 1792-ben pedig részegek fejjel lefelé temették el. Mikor 1817-ben hivatalosan újra felnyitották, már csak a csontvázat találták benne. Ezt Lord Chandos sírjában temették el, akinek akkor a birtokában volt Sudeley Castle. Később Sir John Scott újraépíttette a kápolnát és tisztességes sírt készíttetett Katalinnak.
A Women Writers Projectnél elérhetőek Katalin írásai.

## Történelmi megítélése
A népszerű mítosz, hogy Katalin betegeskedő férjének ápolónője volt, a 19. században alakult ki Agnes Strickland művei nyomán. David Starkey ellentmond ennek Six Wives című, Henrik feleségeiről szóló művében. Rámutat, hogy a Tudor-korban nem tűnt volna megfelelőnek ez a helyzet, tekintettel arra, hogy Henriknek orvosok serege leste minden szavát, Katalinnak pedig meg kellett felelni a királynéi méltóságról alkotott képnek. Dr. Starkey azt is felvetette, hogy Katalin nem Kendalban született, és 90%-os valószínűséggel soha nem is járt ott.
Katalin józan esze, erkölcsi tartása, vallásos elkötelezettsége és hűsége sok tisztelőt szerzett neki a történészek körében, többek közt a következőket: David Starkey, Karen Lindsey feminista aktivista, Lady Antonia Fraser, Alison Weir, Carolly Erickson, Alison Plowden és Susan James.

## Ajánlott olvasmányok
- James, Susan. Catherine Parr: Henry VIII's Last Love. Gloucestershire: The History Press (2008. augusztus 11.). ISBN 075244591X
- Martienssen, Anthony. Queen Catherine Parr. London: Secker & Warburg (1973. augusztus 11.). ISBN 0436273284
- Fraser, Antonia: VIII. Henrik hat felesége, Budapest, Európa Könyvkiadó, 1997 (eredeti kiadás: F., A.: The Six Wives of Henry VIII, London, Mandarin, 1993)
- Panzer, Marita A.: Nők az angol trónon - Anglia királynői és királynéi, Budapest, GABO, 2007 (eredeti kiadás: P., M. A.: Englands Königinnen. Von den Tudors zu den Windsors, Regensburg, Verlag Friedrich Pustet, 2001)
- Philippa Gregory: A makrancos királyné, Libri Könyvkiadó, 2016 (eredeti kiadás: G., P.: The Taming of the Queen, Touchstone, a Division of Simon and Schuster, Inc. 2015)

## Külső hivatkozások
- http://www.findagrave.com/cgi-bin/fg.cgi?page=gr&GRid=6942094 - Find A Grave
- A more detailed story of Catherine Parr's life
- Sudeley Castle - One time home, and burial place of Catherine Parr
- A quick look at Catherine's life

| Előző Howard Katalin | Anglia királynéja 1543 – 1547 | Következő Oldenburgi Anna |